# Triage

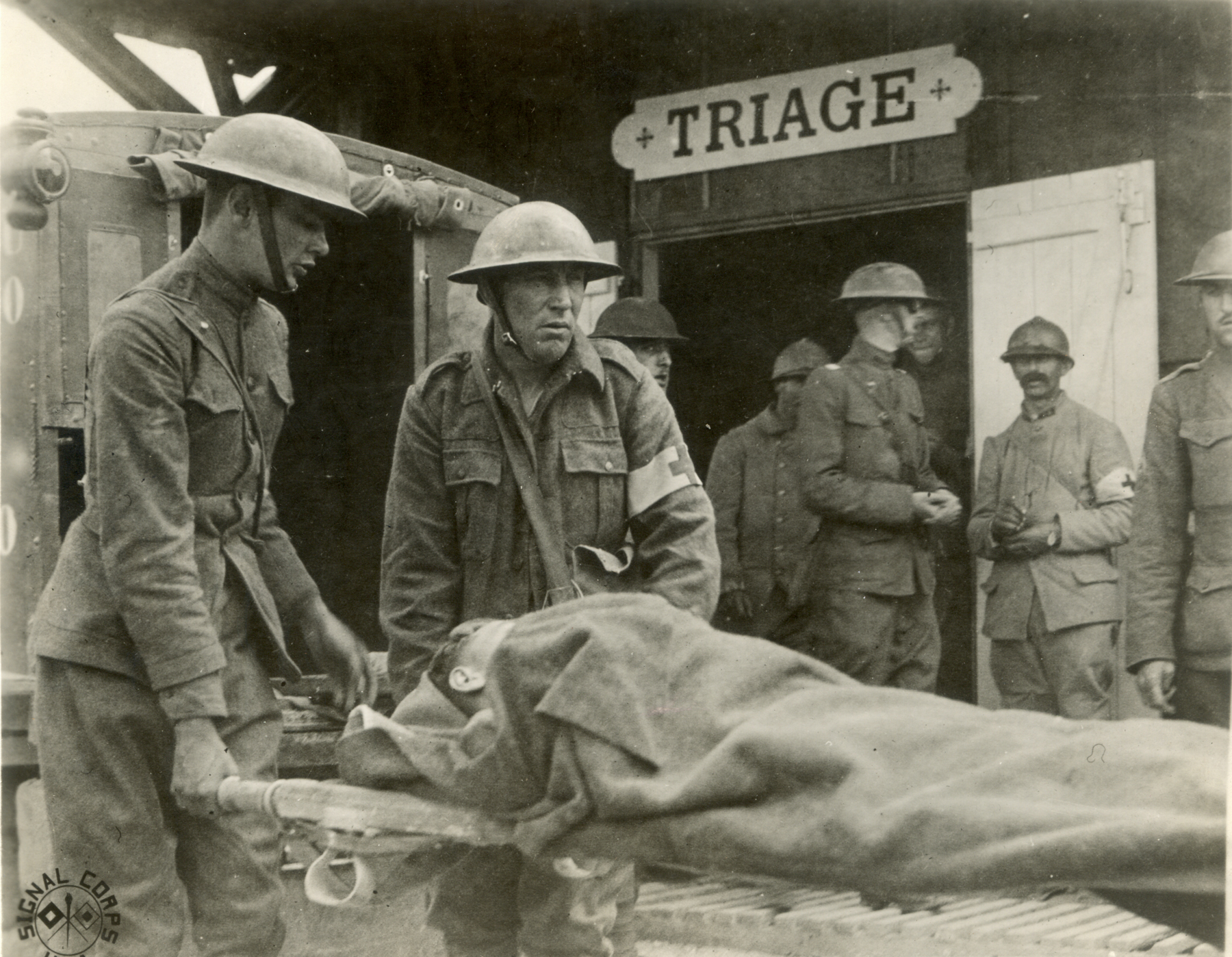
Un paziente ferito durante la prima guerra mondiale.

Il triage (AFI: /triˈaʒ/; termine francese che significa «cernita, smistamento») è un sistema utilizzato per selezionare i soggetti coinvolti in infortuni secondo classi di urgenza/emergenza crescenti, in base alla gravità delle lesioni riportate e del loro quadro clinico. Per estensione, la tecnica del triage, di competenza infermieristica, viene messa in opera ogni qualvolta è necessario smistare una serie di utenti che chiedono un servizio verso gli operatori opportuni.
La decisione delle priorità può essere soggetta a importanti risvolti etici e morali, soprattutto durante eventi catastrofici con afflusso importante di feriti.

## Applicazione
Il metodo del triage è utilizzato innanzitutto all'arrivo dei pazienti in Pronto Soccorso, dove l'accesso alle cure non avviene sulla base dell'ordine di arrivo ma sulla priorità delle loro condizioni. In questo ambito permette di stabilire un ordine tra i soggetti che vi giungono, dando le apposite cure prima ai casi con una priorità maggiore e di seguito quelli con priorità minore. Il grado di urgenza di ogni paziente è rappresentato da un codice colore assegnato all'arrivo, dopo una prima valutazione messa in atto da un infermiere preposto a questo compito. I sistemi di triage sono generalmente utilizzati per suddividere i pazienti in tre o cinque categorie, in base al sistema utilizzato.
Inoltre viene messo in pratica ogniqualvolta si verifica un'insufficienza dei mezzi e del personale rispetto ai soggetti che hanno bisogno di aiuto. Questo caso si può verificare tanto in caso di calamità, di disastri o di grandi eventi, cioè le situazioni previste dalla Protezione Civile, quanto in un Pronto Soccorso. In caso di situazioni straordinarie, tipiche della medicina delle catastrofi, il triage è funzionale a far sì che tutto l'impianto del soccorso funzioni efficientemente per salvare il maggior numero di persone, dovendo a volte scegliere di dirigere le cure solo verso chi, soccorso prontamente, ha più probabilità di sopravvivere.
Ogni giorno i Pronto Soccorso si trovano ad accogliere un gran numero di pazienti che presentano priorità diverse e diversi tipi di problemi. Il paziente si reca in Pronto Soccorso accusando un insieme di sintomi. Quando il sintomo, ossia l'espressione di una condizione psicofisica percepita come alterata, è valutato come potenzialmente pericoloso dal paziente, il malato si rivolge al Pronto Soccorso. Proprio per questa ragione nelle strutture sanitarie di pronto soccorso, si attua un primo approccio che stabilisca un legame relazionale con il paziente, diminuendo il suo eventuale stato d'ansia e, allo stesso tempo, basandosi sulle priorità assistenziali e sulla gravità clinica, stabilisca l'ordine con il quale i pazienti verranno sottoposti a visita medica.
Con il termine triage in Pronto Soccorso si intende quindi un insieme di procedure codificate che permettono all'infermiere di triage la valutazione delle priorità assistenziali delle persone che si presentano, stabilendo un ordine di accesso alla visita medica ponderato alla gravità dei sintomi accusati. Gli obiettivi del triage sono:
- Assicurare immediata assistenza al malato che giunge in emergenza[7][8];
- Indirizzare alla visita medica i pazienti secondo un codice di priorità;
- Identificare le priorità e l'area più appropriata di trattamento[9];
- Smistare i pazienti non urgenti;
- Ridurre i tempi di attesa per la visita medica (anche se per i pazienti meno gravi - codici bianchi - con il triage i tempi d'attesa sono più lunghi se confrontati a un accesso alla sala visita basato sul semplice ordine d'arrivo in pronto soccorso);
- Ridurre lo stato d'ansia;
- Migliorare la qualità delle prestazioni professionali del personale in Pronto Soccorso;
- Valutare periodicamente le condizioni dei pazienti in attesa;
- Fornire informazioni sanitarie ai pazienti e ai loro familiari.

In situazioni di calamità (medicina delle catastrofi), un triage preliminare viene effettuato direttamente dai primi soccorritori direttamente nel sito dell'evento. Tale triage, detto triage rapido, viene poi rivisto dal personale medico/infermieristico all'arrivo al posto medico avanzato. La segnalazione del codice di gravità, in tali situazioni, viene effettuata normalmente con delle specifiche Triage Tag, dei braccialetti colorati e delle schede di accompagnamento che vengono assegnate ai feriti in attesa di evacuazione sanitaria.

## Codici-colore
Il metodo del triage usa un codice colore per rendere universalmente identificabile l'urgenza del trattamento per ogni singolo soggetto. Questo codice colore si compone, in ordine di gravità, di cinque classi principali: bianco, verde, azzurro, arancione e rosso. Il codice nero, considerato successivo al rosso, non identifica uno stato di gravità, ma un soggetto deceduto e non viene quindi generalmente esposto in forma pubblica. I codici colore possono cambiare da una nazione all'altra e all'interno di diversi protocolli di intervento.
| Codice Bianco    | nessuna urgenza - il paziente è affetto da un problema di rilevanza clinica minima, non necessita del pronto soccorso e può rivolgersi al proprio medico. Il tempo di accesso massimo al Pronto Soccorso in questo caso è di 4 ore.                      |
| Codice Verde     | urgenza minore - il paziente è in condizione stabile con lesioni che non interessano le funzioni vitali e richiedono prestazioni semplici. In questo caso il tempo di attesa massimo è di 2 ore.                                                         |
| Codice Azzurro   | media urgenza - il paziente è in condizioni stabili ma riporta lesioni che non interessano le funzioni vitali e richiedono prestazioni mediche complesse, e deve essere gestito entro 1 ora.                                                             |
| Codice Arancione | urgenza - il paziente presenta una compromissione parziale delle funzioni vitali oppure è molto sofferente, non si trova in apparente pericolo di vita immediato ma deve essere comunque visitato entro 15 minuti.                                       |
| Codice Rosso     | emergenza - indica un soggetto con almeno una delle funzioni vitali (coscienza, respirazione, battito cardiaco, stato di shock) compromessa ed è in potenziale immediato pericolo di vita, quindi deve essere sottoposto ad una visita medica immediata. |

In ambito extra-ospedaliero possono essere utilizzati altri tre colori:
| Codice Nero                                                       | decesso - il paziente non è rianimabile |
| Codice Arancione (da non confondere con l'altro codice arancione) | il paziente è contaminato |
| Codice Blu                                                        | funzione vitale compromessa, extraospedaliero per manovre di rianimazione (es.: defibrillazione) generalmente attivato in assenza del medico. Nei contesti di maxiemergenze, il codice blu viene assegnato a pazienti con scarse probabilità di sopravvivenza (una o più funzioni vitali gravemente compromesse) rispetto ad altri pazienti altrettanto critici. |

Il codice arancione va applicato in caso di emergenza NBCR (Nucleare Biologico Chimico Radiologico); in tale caso si utilizza il protocollo di triage all'inverso, in quanto le persone che sono state esposte per meno tempo all'agente contaminante hanno, percentualmente, più possibilità di sopravvivenza.
Esistono anche forme di triage psicologico, utilizzate all'interno dei protocolli di medicina delle catastrofi, che sono finalizzati a una valutazione rapida dello stato di scompenso ideo-affettivo nelle vittime di situazioni di crisi e calamità. La loro classificazione prevede l'uso della scala "Psi1-Psi2-Psi3", come specializzazione del codice-colore sanitario (ma solitamente si assegnano i codici Psi solo in caso di codice verde sanitario).

## Sicurezza informatica
A volte questo termine è usato all'infuori di quello originario ovvero quello sanitario. Ad esempio, nella sicurezza informatica il triage è la valutazione della criticità degli avvisi o degli attacchi malware o della priorità degli eventi di downtime dei sistemi o dei log contenenti dati sospetti, una volta che li si è identificati e registrati.